# Casa de José de Alves Freitas
A Casa de José Alves de Freitas, é um dos exemplares oitocentistas de arquitetura impulsionada pelos emigrantes brasileiros retornados a Fafe com elementos mais peculiares.
A casa é ainda propriedade de habitação dos descendentes familiares de José Alves de Freitas.

## História
José Alves de Freitas (1850-1918) foi emigrante no Pará, Brasil, onde se dedicou ao negócio da borracha, tornando-se um abastado emigrante. Foi proprietário de um barco - o Vapor Alves de Freitas - e viajou pela Europa e esteve presente na Exposição de Paris em 1900, onde a Arte Nova foi o estilo predominante. José Alves de Freitas esteve profundamente empenhado na vida pública e municipal fafense, tendo sido vereador da Câmara, mesário e provedor do Hospital. 
O seu sogro, José António Martins Guimarães, ofereceu-lhe o terreno para a construção desta casa - localizada ao lado da sua propriedade - que ficou concluída em 1885. 

## Arquitetura
A Casa de José Alves de Freitas é uma casa urbana oitocentista de planta quadrangular, com três pisos. A fachada principal virada à rua é amplamente rasgada por vãos em arco pleno, com três panos delimitados por pilastras verticalmente e por frisos horizontalmente. O seu portal é ladeado por janelões gradeados correspondentes ao vestíbulo, portas nos extremos e encimado por uma sacada suportada por mísulas com acantos. A fachada principal é rematada por uma platibanda com balaustrada, urnas e estatuetas. A fachada posterior é desprovida de decoração, virada a pequeno jardim murado. 
No seu interior encontramos um vestíbulo de distribuição para a escadaria central, lojas e escritórios. A escadaria é de madeira e encimada por uma claraboia com vidros pintados, enquadrada por decoração em estuque. No segundo piso estão presentes salões, a sala de jantar e a cozinha. Quanto ao terceiro piso, este é composto por quartos, e águas-furtadas com quartos de criados e arrumos. 
Os tetos têm estuque trabalhado, por vezes pintado, as paredes são pintadas e revestidas a papel, com lambris e portas de madeira com acabamento de escaiola. Os pavimentos são em soalho e parquet.